# Marc Eberle (Regisseur)
Marc O. Eberle (* 1972 in Heidelberg) ist ein deutscher Filmregisseur und Drehbuchautor.

## Leben
Marc Eberle studierte von 1993 bis 1998 an der Universität Hamburg Amerikanistik, Geschichte und Medienkultur mit Schwerpunkt Dokumentarfilm. Im nächsten Jahr erlangte er den Master of Arts am Royal Holloway College der Universität London in Filmwissenschaft. Von 1997 bis 1998 war er neben seinem Studium freier Mitarbeiter bei CineGraph in Hamburg; später nach Studienabschluss arbeitete er bei Archive Films Inc. in New York City als Rechercheur.
Seit 2001 ist Eberle Regisseur für Dokumentarfilme und lebt in Süd- und Südostasien. Während er in den ersten Jahren für die deutschen öffentlich-rechtlichen Fernsehanstalten arbeitete, dreht er seit 2011 auch Kurzfilme für den niederländischen Sender VPRO. Seinen bisher größten Erfolg feierte er mit dem Film Amerikas geheimer Krieg in Laos – Die größte Militäroperation der CIA im Jahr 2009. Die internationale Koproduktion von zwölf Sendern startete Anfang 2009 in deutschen Kinos und wurde auf mehr als fünfzehn Filmfestivals gezeigt; außerdem wurde der Film in mehr als fünfundzwanzig Länder verkauft. Neben seiner Tätigkeit als Regisseur half Eberle noch als Redakteur, Produzent und Ausbilder den ersten Privatsender Kambodschas, Cambodian Television Network, aufzubauen. 

## Filmografie

### Regisseur
- Bigboombaby – Kurzfilm, Vereinigtes Königreich 1999, 18 min
- Immer Lustig, (engl. Always Merry) – Dokumentation, Vereinigtes Königreich & Deutschland 1999, 20 min
- Plexiq: Colour my Day – Musikvideo, Vereinigtes Königreich 1999
- Mijk van Dijk: Robo.com.bat – Musikvideo, Deutschland 2001
- 360° - die GEO-Reportage: Nepals verkaufte Töchter – Dokumentation, Deutschland 2001, 25 min., MedienKontor FFP, ARTE
- 360° - die GEO-Reportage: Kumbh Mela - Das größte Fest der Welt – Dokumentation, Indien & Deutschland 2001, 25 min, Gruner + Jahr, ARTE
- Kambodscha - Angkor: Steineres Herz der Khmer – Dokumentation, Kambodscha & Deutschland 2002, 45 min, SWR, ARTE
- Humboldts Erben: Atlantis der Wüste – Dokumentation, Oman, Deutschland, 2003, 44 min., CineCentrum GmbH, ZDF
- In fremden Diensten. Deutsche Legionäre im Indochinakrieg – Dokumentation, Vietnam, Frankreich, Deutschland 2005, 52 min, filmtank Hamburg, BR, ARTE
- Die Kalash – Töchter des Hindukusch – Dokumentation, Pakistan & Deutschland, 2006, 45 min., CineCentrum GmbH, SWR, ARTE
- Amerikas geheimer Krieg in Laos – Die größte Militäroperation der CIA, (engl. The Most Secret Place on Earth - The CIA's covert war in Laos) – Dokumentation, Laos & Deutschland 2009, 52 min, NDR, ARTE, WDR, Filmfund Hamburg, Filmfund NRW, MEDIA new Talents, MEDIA, Entwicklung in der Discovery Masterschool

### Kamera und Elektrik (Crew)
- Same Same But Different (making-of camera)

### Redaktion und Kamera
- Sample – Jugendkultursendung, Deutschland 2001, 30 min, ZDF, ARTE

## Preise
- Axel-Springer-Preis 2001 für Kumbh Mela - Das größte Fest der Welt[1]
- Spezialpreis für die beste Fernsehproduktion beim internationalen Trento Film Festival 2006 für Die Kalash – Töchter des Hindukusch
- Nominierung für den World Television Award 2009 beim Banff World Media Festival für Amerikas geheimer Krieg in Laos – Die größte Militäroperation der CIA
- Nominierung für den Golden Panda beim internationalen Sichuan TV Festival 2009 für Amerikas geheimer Krieg in Laos – Die größte Militäroperation der CIA